# Isfahan International Airport
Isfahan International Airport (persiska: فرودگاه بین‌المللی شهید بهشتی اصفهان) är en flygplats i Iran.   Den ligger i Esfahan shahrestan och provinsen Esfahan, i den centrala delen av landet, 300 km söder om huvudstaden Teheran. Isfahan International Airport ligger 1 541 meter över havet.
Terrängen runt Isfahan International Airport är en högslätt.Runt Isfahan International Airport är det ganska tätbefolkat, med 144 invånare per kvadratkilometer. Närmaste större samhälle är Khowrāsgān, 14,6 km sydväst om Isfahan International Airport. Trakten runt Isfahan International Airport är ofruktbar med lite eller ingen växtlighet.